# Glycythyma leonina
Glycythyma leonina is een vlinder uit de familie van de grasmotten (Crambidae), uit de onderfamilie van de Spilomelinae. De wetenschappelijke naam van deze soort is voor het eerst voorgesteld als Asopia leonina door Arthur Gardiner Butler in een publicatie uit 1886.
De soort komt voor in Australië (Queensland).